# Jurij I. Zrinski
Jurij I. Zrinski, znan tudi kot Jurij III. Šubić Bribirski († 1361 ), hrvaški velikaš iz rodbine Šubićev Bribirskih in začetnik rodbine Zrinskih.

## Izvor in družina
Jurij III. je bil najstarejši sin grofa Pavla II. in princese Elizabete Frankopanske ter vnuk bana Pavla I. Imel je brata Pribka († 1361) in sestro Katarino, ki je postala opatinja. Po očetovi smrti leta 1346 je njegov skrbnik postal stric Gregor V. Imel je dva otroka:
- Pavel I. († 1414 )
- Elizabeta I. († 1380 )

## Izvor Zrinskih
Gregor V. je v imenu svojega nečaka Jurija III. 20. julija 1347 sklenil sporazum z ogrskim kraljem Ludvikom I. in mu predal Ostrovico v zameno za Zrin v Slavoniji.  Od takrat so Jurij in njegovi potomci znani pod imenom grofje Zrinski, veja Bribirskih grofov. Leta 1361 je prišel v konflikt s svojim stricem Grgurjem V., ki je prodal skupno posest Bužane kralju Ludviku I. in se vrnil na domače posesti rodbine Bribirskih v južni Hrvaški ter dobil v upravljanje otok Rab. 

## Poglej več
- Šubići
- grofje Zrinski